# Sam Crawford
Samuel Earl Crawford (1880-1968), apodado "Wahoo Sam", fue un beisbolista estadounidense que jugaba por los Cincinnati Reds y Detroit Tigers de las Grandes Ligas. Entró en el Salón de la Fama del Béisbol en 1957. Crawford bateó y lanzó zurdo, se puso de 6 pies (1.83 m) de altura y pesaba 190 libras. Fue uno de los más grandes bateadores de la era de bola muerta y todavía mantiene el récord de la Liga Mayor de triples en su carrera (309) y en el interior-del-parque de jonrones en una temporada (12). Él tiene el segundo mejor registro de todos los tiempos durante la mayor parte de adentro del parque de jonrones en su carrera (51). Terminó su carrera con 2,961 imparables y un .309 promedio de bateo, y se convirtió en primer jugador en liderar la Liga Americana y la Liga Nacional en jonrones (1901 y 1908). 
La leyenda del béisbol Ed Barrow, quien logró Crawford en sus primeros dos años con Detroit y llegó a convertir a Babe Ruth a un jardinero como gerente general de los Yankees, dijo que "nunca hubo un mejor bateador" que Crawford. Uno de sus contemporáneos, Fielder Jones, dijo que de Crawford: "Ninguno de ellos puede golpear tan duro como Crawford. Se pone de pie en el plato como una casa de ladrillo y que golpea a todos los lanzadores, sin favoritismos."
Crawford fue uno de los líderes de la Liga Americana en imparables y carreras impulsadas, los golpes bajos adicionales y porcentaje de slugging y bases totales cada año durante 11 años consecutivos desde 1905 hasta 1915. Uso de la "Prueba de tinta gris", que otorga puntos según la frecuencia un jugador está entre los líderes de bateo de la liga, Crawford se ubica como el noveno mejor bateador de todos los tiempos, por delante de grandes jugadores como Ted Williams y Mickey Mantle, entre otros.

## Primeros años
Crawford nació en Wahoo, Nebraska en 1880, el hijo de Stephen O. Crawford (nacido en 1842 en Vermont) y Nellie Crawford (nacido en 1855 en Iowa). En 1908, se casó con Ada (nombre de soltera, probablemente Lattin), nació alrededor del año 1880 en Nebraska, según el censo de 1930. Fue listado como un jugador de béisbol en 1910, y tuvo una hija, Virginia, nació alrededor del año 1905 en Michigan. Varios registros de buques confirmar su fecha de nacimiento y el de la esposa Ada. A partir del censo de 1920 los EE.UU., estaba viviendo en Los Ángeles, con su esposa Ada y Virginia hija, y una nueva incorporación: Samuel, nacido ~ 1918 en California (Samuel Conde de Crawford, 15 de marzo de 1918 hasta el 18 de octubre de 1996). 
De acuerdo con una biografía del Salón de la Fama de Nebraska, Crawford fue una estrella del deporte en la Escuela Superior Wahoo, llevando al equipo a dos campeonatos de fútbol del estado en 1896 y 1897 y se señaló para "competir con los pies" donde él jugó. En 1898, se unió a un equipo de béisbol viaja en Wahoo. Viajaban en un vagón de madera de ciudad en ciudad durante semanas a la vez, desafiando a los locales a los juegos de béisbol, y pasando el sombrero para pagar sus gastos. Crawford se le ofreció una oportunidad en la primavera de 1899 para jugar en la Chatham Rojos de la Liga Canadiense de $65 por mes, más placa. Crawford aprovechó la oportunidad y dejó atrás su trabajo como aprendiz de barbero. De Chatham, Crawford pasó a jugar para Grand Rapids en la Liga Occidental. 

## Cincinnati Reds: 1899-1902
En septiembre de 1899, Grand Rapids vende Crawford a los Cincinnati Reds. Crawford jugó en 31 juegos para Cincinnati en la final de la temporada 1899. A los 19 años, y un año retirado de sus días como jugador de equipo que viaja Wahoo, Crawford estaba jugando en las Grandes Ligas con el futuro Salón de la Fama Jake Beckley y Bid McPhee.  Crawford bateó .307 en 31 partidos en 1899. En 1900, a los 20 años, Crawford jugó en 101 partidos y fue uno de los líderes de la Liga Nacional en triples con 15 y jonrones con siete. 
Crawford demostró ser uno de los mejores bateadores del béisbol en 1901, bateando .330 con 16 jonrones. Crawford fue también tercero en la Liga Nacional en triples (16), carreras impulsadas (104) y porcentaje de slugging (.524). Crawford tuvo otro año sólido en 1902, liderando la Liga Nacional en bases totales (256) y triples (22), y el segundo lugar en promedio de bateo (.333), slugging (.461) y bases adicionales (43). Crawford bateó 12 en el interior-del-parque de jonrones en 1901 - un récord de Grandes Ligas que nunca ha sido igualado. 

## Detroit Tigers: 1903-1917
Sam Crawford fue homenajeado junto a los números retirados de los Detroit Tigers en 2000. A finales de 1902, una guerra de ofertas para los jugadores se desarrollaron entre las ligas nacionales y americanas. Crawford firmó contratos con dos de los Rojos y los Tigers de Detroit. Los contratos de la competencia llevó a una disputa legal publicado, con un juez en última instancia, la concesión de Crawford a los Tigers, pero que requiere 3.000 dólares de compensación a los Reds. 
Crawford se unió a los Tigers para la temporada de 1903 y permaneció allí hasta el final de su carrera en las mayores en 1917. En 1903, lideró la Liga Americana con 25 triples, y terminó segundo en la carrera de bateo con un .335 promedio de bateo. Con la adición de Ty Cobb al final de la temporada 1905, los Tigers tuvieron dos de los mejores bateadores del béisbol. Cobb y Crawford llevó Detroit a tres banderines consecutivos de la Liga Americana en 1907, 1908 y 1909, pero ambos cayeron en sus apariciones en la Serie Mundial, como los Tigres perdió tres Series Mundiales. Crawford bateó para un promedio de .243 en la Serie Mundial tres años, y Cobb golpeó .200 en la Serie Mundial de 1907 y 0.231 en la Serie Mundial de 1909. 
Aunque nunca Crawford llegó a jugar en otra Serie Mundial, él seguía siendo uno de los bateadores más temidos en el béisbol hasta 1915. En 1911, bateó un .378 récord con 115 carreras impulsadas y 57 hits de extra base. De 1913 a 1915, Crawford jugó en 472 juegos consecutivos para los Tigers. Crawford fue uno de los líderes de la Liga Americana en hits, carreras impulsadas, los golpes bajos adicionales y porcentaje de slugging y bases totales cada año desde 1905 hasta 1915. Lideró la Liga Americana en triples en cinco ocasiones, incluyendo la Liga Americana récord de 26 triples en 1914. Crawford sigue siendo el líder de todos los tiempos de Grandes Ligas con 309 triples en su carrera. 
A pesar de su fildeo sufrido en sus últimos años, Crawford era un excelente fildeador en su mejor momento. En 1905, encabezó a todos los americanos de la liga jardineros con un .988 porcentaje de fildeo - 35 puntos más alto que el promedio de la liga. Y en 1900, su factor de rango fue de 2,68 - 55 puntos más alto que el promedio de la liga de 2,13. 
En 1916, los Tigers se inició la transición de las responsabilidades del jardín derecho de Crawford a su joven estrella de bateo, Harry Heilmann. Ese año, Crawford jugó 78 partidos en el jardín derecho, y Heilmann jugó 66. A pesar de liderar la liga en ambas carreras impulsadas (112) y extra bases (54). En 1916, Crawford vio sus apariciones en el plato reducirse casi a la mitad de las de 1915 (694 a 368), al equipo hacerle un sitio en la alineación a Heilmann. 
En 1917, Crawford perdió su puesto en la alineación por completo y fue relegado a un papel de bateador emergente. En ese nuevo rol limitado, Crawford bateó .173 en 104 turnos al bate. Al final de la temporada 1917, fue puesto en libertad y no volvió a jugar en las Ligas Mayores.

## Jugador, entrenador y árbitro en California: 1918-1936
A pesar de ser desechado por los Tigers, Crawford no estaba dispuesto a dejar de jugar. Se unió a Los Angeles Angels en la Liga Costa del Pacífico, lo que ayuda a ganar campeonatos de liga en 1918 y 1921. Tal vez esperando de demostrar que los Tigers se equivocaron en echar a un lado, Crawford explotó en la escena para los Angels, que recibió dos hits, robó una base y expulsó a dos corredores en su primer partido. Crawford jugó cuatro temporadas para los Angels (1918-1921). En 1919, bateó para .360 con 239 hits, 41 dobles, 18 triples, 14 jonrones y 14 bases robadas. Él recogió otros 239 hits, 46 dobles y 21 triples en 1920, e incluso en 1921 logró 199 hits y dobles 44. 
Crawford decidió quedarse en el sur de California, y en 1924, aceptó un puesto como entrenador en jefe de la Universidad del Sur de California, equipo de béisbol. Crawford fue el entrenador de béisbol USC desde 1924 hasta 1929 y fue instrumental en el desarrollo de la Asociación de Béisbol de California Intercollegiate en 1927. Él llevó a USC a un segundo plano-termina en sus dos últimas temporadas. Crawford fue 59-46-3 como entrenador de USC y 55-33 contra equipos universitarios de otros. Crawford más tarde trabajó como árbitro en la Liga Costa del Pacífico 1935 a 1938. A Crawford, pareció que era un trabajo ingrato y de una vida solitaria, y se retiró después de cuatro años.

## La rivalidad Crawford-Cobb
Sam Crawford y Ty Cobb fueron compañeros de equipo para una parte de 13 temporadas. Tocaron junto a la otra en el jardín derecho y central, y Crawford seguido de Cobb en el orden al bate año tras año. A pesar de la cercanía física, los dos tenían una relación complicada. 
En el principio, tenían una relación maestro-alumno. Crawford era una estrella establecida cuando llegó Cobb, y Cobb ansiosamente buscaban su consejo. En entrevistas con Al Stump , dijo Cobb de estudiar la técnica de robo de base de Crawford y de cómo Crawford le iba a enseñar acerca de perseguir bolas de la mosca y tirar los corredores de base. Cobb dijo Stump él siempre recordar la bondad de Crawford.
La relación estudiante-profesor cambió gradualmente a uno de rivales celosos. Cobb era impopular entre sus compañeros de equipo, y como él se convirtió en la estrella más grande en el béisbol, Crawford no estaba contento con el trato preferente otorgado Cobb. Cobb se le permitió reportar tarde a los entrenamientos de primavera y en vista de las habitaciones privadas en el camino - privilegios que no se ofrece a Crawford. La competencia entre los dos fue intenso. Crawford recordó que, si iba tres por cuatro en un día en que se fue en blanco Cobb, Cobb se volverá de color rojo y, a veces salir del parque con el juego sigue adelante. Cuando llegó el primer (y erróneamente) informó que Nap Lajoie se había ganado el título de bateo, Crawford fue acusado de haber sido uno de los Tigres de varios que han enviado un telegrama a Lajoie felicitándolo por vencer Cobb. 
En el retiro, Cobb escribió una carta a un escritor para The Sporting News y acusó Crawford de no ayudar en los jardines y de forma intencionada bolas de foul cuando Cobb estaba robando una base. Crawford aprendido acerca de la carta en 1946 y acusado de Cobb de ser un "tacaño" que nunca ayudó a sus compañeros de equipo. Dijo que Cobb no había sido una jugada muy buena ", por lo que me culpó". Crawford negó deliberadamente tratar de privar de Cobb de bases robadas, insistiendo en que Cobb había "soñado con eso."
Cuando se le preguntó acerca de la pelea, Cobb lo atribuyó a los celos. Sintió que Crawford era "un infierno de un buen jugador", pero que era "segundo mejor" en los Tigres y "odiaba a ser uno también se echó a correr." Cobb biógrafo Richard Bak señaló que los dos "apenas toleran unos a otros" y Cobb estaba de acuerdo con esa actitud de Crawford fue impulsada por haber robado el trueno de Crawford. A pesar de que no haya hablado el uno al otro, Cobb y Crawford desarrollado una extraña habilidad para la comunicación no verbal con miradas y gestos con la cabeza en las bases. Se convirtió en uno de los más exitosos doble robo emparejamientos en la historia del béisbol. 
Después de Cobb murió, un reportero encontró cientos de cartas en su casa en respuesta a las cartas de Cobb había escrito a las personas influyentes, el cabildeo para la inducción de Crawford en el Salón de la Fama. Crawford se informa tanto de los esfuerzos de Cobb Cobb hasta después había muerto.

## El Salón de la Fama del Béisbol yThe Glory of Their Times
Crawford fue elegido finalmente al Salón de la Fama por el Comité de Veteranos en 1957. En ese momento, él estaba viviendo en una pequeña cabaña en el borde del desierto de Mojave cerca de Pearblossom, California. Los reporteros se presentaron en Pearblossom con la noticia, sorprendiendo a los locales, que no eran conscientes de que su vecino había jugado en la Liga Mayor de Béisbol. Después de su elección, Crawford dijo el comisario en Cooperstown que quería que su placa se lee "Wahoo Sam" y señaló: "Esa es mi ciudad natal, y yo estoy orgulloso de ello."
En su retiro, se convirtió en Crawford un poco solitario, mantenerse alejado de las funciones oficiales del béisbol. En marzo de 1964, en Baywood Park , California, fue entrevistado por Lorenzo Ritter por su libro de 1966 The Glory of Their Times (La gloria de su tiempo), una serie de entrevistas con los jugadores de principios del siglo 20. Sus cuentos de sus compañeros de equipo Tigers como Cobb, compañeros de equipo de Cincinnati, como jugador sordo William "Dummy" Hoy, y los opositores como Wagner contribuyó a hacer del libro una de las más admiradas por escrito jamás sobre el béisbol. 
Crawford pasó gran parte de sus últimos años trabajando en su jardín y la lectura. Durante las entrevistas Ritter, citó las obras del filósofo George Santayana y abolicionista Robert Ingersoll y discutieron las obras de uno de sus escritores favoritos, de Honoré de Balzac. En cuanto a la forma en que esperaba ser recordado, dijo: "Cuando yo poner en marcha van a decir: 'Bueno, el bueno de Sam, no era tan malo después de todo."

## Muerte
Crawford sufrió un derrame cerebral el 26 de mayo de 1968, y murió dos semanas después en el Hospital Comunitario de Hollywood en Los Ángeles a los 88 años. Fue enterrado en el cementerio del parque de Inglewood en Inglewood. En 1999, se alineó el número 84 de The Sporting News lista de los 100 jugadores de béisbol más grandes, y fue nominado como finalista para la Major League Baseball All-Century Team. 